# Lu Ruihua
Lu Ruihua (chinesisch 卢瑞华; * November 1938 in Chaozhou, Provinz Guangdong; † 13. Mai 2025) war ein chinesischer Politiker der Kommunistischen Partei Chinas (KPCh), der unter anderem zwischen 1996 und 2003 Gouverneur der Provinz Guangdong war.

## Leben
Lu Ruihua, Angehöriger des Han-Volkes, begann nach dem Schulbesuch ein Studium an der Sun-Yat-sen-Universität Guangdong, welches er 1963 beendete. 1972 wurde er Mitglied der KPCh und arbeitete zwischen 1972 und 1977 als Ingenieur in der Fabrik für Analyseinstrumente in Foshan. Er war zeitweise Vizevorsitzender des Wirtschaftsausschusses von Foshan und fungierte von 1982 bis 1983 als Direktor der Fabrik für Analyseinstrumente in Foshan. Nachdem er zwischen 1983 und 1985 Mitglied des Ständigen Ausschusses des dortigen Parteikomitees war, fungierte er als Nachfolger von Yu Fei von April 1985 bis zu seiner Ablösung durch Zhong Guangchao im August 1991 als Bürgermeister der bezirksfreien Stadt Foshan sowie zeitgleich als stellvertretender Sekretär des dortigen Stadtparteikomitees. Er war ferner in der siebten, achten und neunten Legislaturperiode zwischen 1988 und 2003 Deputierter des Nationalen Volkskongresses. 
Li, der auch Mitglied des Ständigen Ausschusses des Provinzkomitees der KPCh von Guangdong war, übernahm zwischen 1991 und 1996 den Posten als Vizegouverneur der Volksregierung der Provinz Guangdong und war damit Vertreter des dortigen Gouverneurs Zhu Senlin. Auf dem XIV. Parteitag der Kommunistischen Partei Chinas im Oktober 1992 wurde er zunächst Kandidat des Zentralkomitees (ZK der KPCh) und behielt diese Funktion bis September 1997. Als Nachfolger von Zhu Senlin wurde er am 9. Februar 1996 selbst Gouverneur der Provinz Guangdong und bekleidete dieses Amt bis zum 20. Januar 2003, woraufhin Huang Huahua ihn ablöste. Zugleich war er in Personalunion zwischen 1996 und 2003 auch stellvertretender Sekretär des Provinzkomitees der KPCh von Guangdong und damit Vertreter der damaligen Parteisekretäre dieser Provinz, Xie Fei (1996 bis 1998), Li Changchun (1998 bis 2002) beziehungsweise Zhang Dejiang (2002 bis 2003). Auf dem XV. Parteitag im September 1997 wurde er zudem Mitglied des ZK der KPCh und gehörte diesem Führungsgremium bis November 2002 an. Im März 2003 wurde er in der zehnten Legislaturperiode Mitglied des Ständigen Ausschusses des Nationalen Volkskongresses und zugleich stellvertretender Vorsitzender des Ausschusses für Überseechina, der sich mit Angelegenheiten von Hongkong, Macau und Taiwan befasst, und bekleidete diese Funktion bis März 2008. Außerdem wurde er im Mai 2003 Ehrendekan der Fakultät für Management der Sun Yat-sen-Universität von Guangdong.

## Weblink
- Lu Ruihua(chinavitae.com) (Memento vom 30. Juli 2016 im Internet Archive)